# Un mari de trop (film)
Pour les articles homonymes, voir Un mari de trop.
Pour plus de détails, voir Fiche technique et Distribution.
Un mari de trop (The Accidental Husband) est un film américano-irlandais réalisé par Griffin Dunne, sorti en 2008. 
Il s'agit d'une comédie romantique avec Uma Thurman, Colin Firth et Jeffrey Dean Morgan.
Le film suit le docteur Emma Lloyd, animatrice de radio à succès, spécialiste des problèmes de couples, qui est sur le point de se marier avec Richard son éditeur. Mais Emma découvre qu'elle est déjà mariée avec un inconnu, qu'elle va devoir retrouver pour lui faire signer les papiers d'annulation de mariage. Mais alors que son vrai mariage approche, cette simple formalité devient une véritable aventure.

## Synopsis
Le docteur Emma Lloyd mène une vie comblée. Animatrice radio à succès, elle vient de sortir son premier livre et est sur le point de se marier avec son éditeur. Son émission de radio traite exclusivement des problèmes de couples, de la recherche du véritable amour et interagit avec les auditeurs en direct.
Un soir, Sophia, une auditrice, se confie sur l'antenne et exprime ses doutes quant à son futur mariage avec un homme qu'elle ne connait que depuis cinq mois. Elle ignore que son fiancé, Patrick Sullivan, est en train d'écouter la radio avec ses collègues. Lors de cette émission Emma Lloyd se montre sceptique quant à la réussite de leur union. Le lendemain, Sophia met un terme à sa relation avec Patrick. Tandis que le futur mariage de la Dre Lloyd est annoncé dans les tabloïds, ce dernier rêve de se venger.
Aidé de son jeune voisin, fort en informatique, Patrick va réussir à inscrire sur le registre de New-York qu'Emma est déjà mariée avec lui. Aussi, lorsque Richard et Emma se rendent à la mairie de New-York pour les dernières formalités administratives avant leur mariage, ils ont l'immense surprise d'apprendre le prétendu mariage d'Emma à Patrick Sullivan. Pour eux il s'agit d'une erreur informatique, d'un bug. Il est urgent donc, qu'Emma retrouve ce mystérieux mari pour lui faire signer les papiers d'annulation de mariage afin de se marier légalement à Richard. Mais Patrick Sullivan n'a pas l'intention de lui faciliter la tâche et s'amuse à ses dépens.
Lors d'une soirée donnée en l'honneur de la sortie du livre d'Emma, un quiproquo, qui va dépasser Emma et Patrick, va les pousser à jouer les futurs mariés devant le plus gros investisseur de Richard, M. Bollenbecker, prêt à liquider la maison d'édition de Richard. Carl Bollenbecker et sa femme semblant être séduits par la personnalité de Patrick qu'ils prennent pour Richard, Emma et lui acceptent de jouer le jeu dans l'espoir de sauver l'entreprise. La soirée est une réussite, tout le monde passe un moment étonnant et très agréable qui finit dans une fête familiale et traditionnelle indienne d'amis et voisins de Patrick. Emma semble troublée par Patrick et c'est réciproque. D'ailleurs, elle quitte brusquement la soirée lorsqu'ils se rapprochent un peu trop.
Le lendemain Richard est ravi car M. Bollenbecker a décidé de reconduire son soutien financier pour 5 ans à sa maison d'édition. Cependant il est contrarié qu'Emma n'ait toujours pas les papiers d'annulation de mariage signés en sa possession. Il décide d'aller directement voir Patrick pour les lui réclamer froidement, lui demander ne plus s'approcher d'Emma et lui laisser entendre que ce bug informatique, à l'origine de ce prétendu premier mariage, ne restera pas impuni, que ses soupçons se portent sur lui.
Piqué au vif, Patrick va directement appeler durant l'émission d'Emma, depuis les locaux même de la radio et leur échange va mettre Emma dans tous ses états. Richard écoute l'émission depuis sa voiture et est également très contrarié. Dès la fin de son émission, Emma rattrape Patrick dans les couloirs et une dispute s'engage. Dans l'ascenseur cette colère va laisser place à une évidence. Emma dit "Je ne pense pas à vous" et Patrick répond "Il faut qu'on vérifie" puis l'embrasse. Il arrête l'ascenseur et le bloque. Surpris par la vidéo surveillance et tous les vigiles du hall, ils sortent de réfugier sur le toit du building pour finir leur conversation, puis il lui remet tous les papiers signés.
Emma rejoint Richard au restaurant et leur soirée tourne court, Richard quittant la table et demandant à Emma de bien réfléchir à ce qu'elle veut. Réfugiée pour la nuit chez son père qu'elle a toujours connu volage, elle découvre au réveil qu'il vit en fait une relation sérieuse depuis plus d'un an avec une femme de son âge. Lors d'une conversation à cœur ouvert, son père lui dit qu'elle n'a pas besoin de toujours être parfaite et qu'elle a le droit de faire des bêtises. Alors Emma se rend chez Patrick sous une pluie battante où ils succombent l'un à l'autre.
Mais alors qu'elle prépare le petit déjeuner et que Patrick prend sa douche, elle découvre dans la poubelle des tas d'articles et de photos sur elle. Elle comprend qu'il est à l'origine de la falsification du mariage et Patrick lui avoue tout : "je voulais te rendre la monnaie de ta pièce". Emma le quitte alors et retrouve Richard dans leur nouvel appartement flambant neuf et confirme qu'elle veut l'épouser. La vie reprend son cours pour chacun, Emma et Richard s'installent ensemble.
Un jour Patrick la rappelle à son émission de radio à la veille de son mariage et il lui fait une déclaration d'amour mais Emma s'enfuit. Le jour J, Emma a des doutes tout le temps où elle se prépare et lorsque Richard lui rapporte les papiers d'annulation du mariage non enregistrés, il lui propose d'annuler le leur et de la laisser libre par amour. Emma, pour éviter tous les invités, déclenche le système d'incendie et les pompiers sont dépêchés sur place avec Patrick à bord. Emma se jette dans ses bras et s'enfuit avec lui. Ils peuvent désormais vivre leur histoire qui dure...

## Fiche technique
- Titre : Un mari de trop
- Titre original : The Accidental Husband
- Réalisation : Griffin Dunne
- Scénario : Mimi Hare, Clare Naylor et Bonnie Sikowitz
- Production : Jason Blum, Uma Thurman, Jennifer Todd, Suzanne Todd (en) et Bob Yari
  - Production déléguée : Bradley Jenkel, Neil Kadisha, Anthony Katagas, Kam Mateen
- Société de production : Blumhouse Productions, Team Todd et Yari Film Group
- Distribution :
  - États-Unis : Yari Film Group Releasing
  - France : Metropolitan FilmExport
- Musique : Andrea Guerra
- Photographie : William Rexer
- Montage : Suzy Elmiger
- Décors : Mark Ricker
- Costumes : David C. Robinson
- Pays :  États-Unis,  Irlande
- Genre : Comédie romantique
- Durée : 90 minutes
- Format : Couleur (Technicolor) - Son : Dolby Digital, DTS, SDDS - 1,85:1 - Format 35 mm
- Budget :
- Lieux de tournage : New York, Connecticut
- Dates de sortie :
  - Royaume-Uni : 13 février 2008 (première à Londres)
  - Royaume-Uni : 29 février 2008
  - France : 27 août 2008[1]
  - Belgique : 5 novembre 2008
  - États-Unis : 27 mars 2009

## Distribution
- Uma Thurman (VF : Juliette Degenne et VQ : Nathalie Coupal[2]) : Dre Emma Lloyd
- Colin Firth (VF : Jean-Philippe Puymartin et VQ : Jean-Luc Montminy) : Richard Bratton
- Jeffrey Dean Morgan (VF : Lionel Tua et VQ : Benoit Rousseau) : Patrick Sullivan
- Sam Shepard (VF : Hervé Bellon et VQ : Mario Desmarais) : Wilder Lloyd
- Isabella Rossellini (VF : Andrea Schieffer et VQ : Claudine Chatel) : Greta Bollenbecker
- Lindsay Sloane (VQ : Magalie Lépine-Blondeau) : Marcy
- Ajay Naidu (VQ : Yves Soutière) : Deep
- Justina Machado : Sofia
- Nick Sandow (VQ : Sylvain Hétu) : Larry
- Kristina Klebe : Katerina Bollenbecker

## Autour du film
- Seconde collaboration entre Griffin Dunne et Uma Thurman, après son rôle dans le court métrage Duke of Groove (inédit en France).

## Accueil critique
Le film est assez mal reçu par la presse française :
- « La seule particularité notable d'Un mari de trop est un running gag qui tombe comme un cheveu sur la soupe et n’est clairement motivé par rien de tangible... »[3] Les Inrockuptibles.
- « On aimerait être vraiment embarqué dans ces chassés-croisés new-yorkais, aux faux airs de Sex & the City. (...) Mais non, la joliesse où rien ne dépasse gagne la partie, et les bulles du champagne ont disparu en route. »[4] MCinéma.com.
- « Cette variante de la "comédie du remariage" se laisse déguster avec le sourire en dépit d'un démarrage catastrophique et des limites d'une Uma Thurman plus à l'aise chez Quentin Tarantino que dans la fantaisie. »[5] Le Monde.
- Seul Le Parisien apprécie : « Cette bluette contemporaine se déguste agréablement. Les ficelles du scénario se révèlent assez rigolotes. Le charme des héros fait oublier le caractère stéréotypé des situations. »[6] Le Parisien.